# Hanson
Hanson é uma banda norte-americana de pop rock, formada em Tulsa, Oklahoma, por três irmãos: Isaac Hanson (guitarra, vocais, baixo, piano), Jordan Taylor Hanson (teclados, vocais, percussão) e Zachary Walker Hanson (bateria, vocais, piano). Ficou internacionalmente conhecida sobretudo pelo hit "MMMBop" (1997), de seu segundo álbum Middle of Nowhere (1997), lançado pela Mercury, que rendeu três indicações ao Grammy. Na época do videoclipe, os meninos tinham 16, 14 e 11 anos. A Mercury foi fundida com suas gravadoras irmãs e a banda foi transferida para a Island. Depois de lançar um álbum com eles, o trio deixou o selo. Em toda sua carreira, o Hanson já venderam mais de 15 milhões de gravações no mundo inteiro.

## Carreira
A banda Hanson foi formada em 1992 pelos irmãos Clarke Isaac Hanson (guitarra e voz), Jordan Taylor Hanson (piano e voz) e Zachary Walker Hanson (bateria e voz), em Tulsa, Oklahoma (EUA). Seguindo o estilo Pop e Rock misturados com Soul e R&B e tendo como influência grupos dos anos 1950, 60 e 70, a banda começa participando de pequenos eventos, como piqueniques e alguns festivais de talento, já apresentando composições próprias, porém cantadas à capela, visto que os integrantes ainda não sabiam tocar instrumentos musicais, os quais seriam incorporados pouco tempo depois.

### Middle of Nowhere(1997)
Em 1997, após editar dois discos independentes (Boomerang, 95; e MMMBop, 96), a banda lança seu primeiro álbum de estúdio, Middle of Nowhere, pela gravadora Mercury Records, o qual, por meio do hit "MMMBop", atinge o topo das paradas de sucesso de todo planeta. O que mais chama atenção no novo grupo entre o público é que ele é formado por integrantes muito jovens (na época, Ike, Tay e Zac tinham apenas 16, 13 e 11 anos respectivamente), loiros e de cabelos compridos, no entanto os garotos também impressionaram os críticos, mostrando grande habilidade ao lidar com seus instrumentos e compondo canções cuja complexidade ia além da esperada para músicos tão jovens. O alcance da fama foi tão rápido e notável, que o governador de Oklahoma decidiu nomear o dia seis de maio, o dia oficial do lançamento do Middle of Nowhere, como Hanson Day, data ainda comemorada pelo grupo e seus fãs. Também foi nomeada para três prêmios Grammy em 1998: Gravação do Ano, Artista Revelação e Melhor Performance Pop de Dueto ou Grupo.
Devido à maré de sucesso, a banda ainda aproveitou para lançar mais três discos: Snowed in, em 97; Three car garage e Live from Albertane, em 98. Na mesma época foram lançados os vídeos Tulsa, Tokio & Middle of nowhere e Road to Albertane, ambos contendo registros de apresentações ao vivo.

### This Time Around(2000)
Após um longo período ocupada com turnês mundiais e entrevistas, a banda se prepara para o lançamento de mais um disco, chamado This Time Around, lançado em 2000, pela Island Def Jam. Apesar de ser considerado pelos críticos como o melhor trabalho já realizado pela banda até então, o disco não possui tanta repercussão quanto os anteriores. Em março desse mesmo ano, a banda pisa pela primeira vez em território brasileiro, com o intuito de divulgar seu novo álbum, porém, entre incontáveis entrevistas dadas e participações em programas de TV e rádio, ela acaba fazendo uma apresentação para 500 convidados no Rock in Rio Café; voltando em novembro, quando realizou mais cinco shows: dois em São Paulo, um no Rio de Janeiro, outro em Belo Horizonte e mais um em Porto Alegre.
Também foi lançado, em 2001, o vídeo Hanson - At The Filmore, registro de uma apresentação ao vivo da turnê de This Time Around. Naquele mesmo ano, a Hanson já planeja o lançamento de um disco, porém divergências musicais com a gravadora atrasam o lançamento do mesmo. Enquanto isso, a banda começa a produzir um documentário, o qual, a princípio, serviria apenas como making of do novo trabalho.
Em 2003, sem um disco pronto e ainda enfrentando conflitos com a gravadora, a Hanson pede demissão e decide montar seu próprio selo (que, posteriormente, seria o 3CG Records) , para que, enfim, possa finalizar seu próximo trabalho.

### Underneath(2004)
Em 2004, a Hanson coloca à venda em seu site o Underneath Acoustic, uma prévia em formato acústico do que seria seu próximo disco. Algum tempo depois, finalmente chega às lojas de alguns países o Underneath, primeiro álbum de estúdio lançado pelo selo próprio da banda, o qual se tornaria o disco independente mais vendido daquele ano e um dos mais bem sucedidos da história da música indie. Também foi lançado o DVD Underneath Acoustic Live, registro de uma apresentação da turnê acústica de Underneath.
Em março de 2005, a banda retornou ao Brasil onde apresentou, em quatro shows, sua turnê acústica, começando por São Paulo, depois indo para Curitiba, Rio de Janeiro e, por fim, Belo Horizonte. Nesse mesmo ano, ela lança, em forma de CD e CD/DVD, uma coletânea ao vivo, gravada na Austrália e intitulada The Best of Hanson – Live & Electric.
Em 2007, é lançado gratuitamente na internet, em forma de episódios, o documentário Strong Enough To Break, o qual não registrou apenas os bastidores do Underneath, mas também revelou, através de uma turbulenta experiência pessoal da banda com sua antiga gravadora, problemas que ocorrem na indústria fonográfica e as dificuldades que os músicos têm que enfrentar. Junto com este documentário, veio mais outro, Taking The Walk, também lançado em forma de episódios pela internet, porém apresentando os detalhes da gravação do novo disco que estava prestes a ser lançado.

### The Walk(2007)
Para o novo álbum, a banda viajou até a África, onde produziu parte das novas músicas, tendo em algumas delas a participação de um coral infantil sul-africano. Ainda em 2007, é lançado o disco The Walk, contendo uma faixa beneficente, a canção Great Divide, a qual é vendida pela internet e tem sua renda doada a um hospital sul-africano que cuida de vítimas da AIDS. A partir de então, a banda começa a ter assídua participação em projetos sociais - principalmente os vinculados a crianças, a AIDS e ao continente africano -, sobre os quais ela revelou sempre ter tido interesse.
Em comemoração aos dez anos do lançamento do Middle of Nowhere, completados no dia seis de maio (Hanson Day) do mesmo ano, a banda fez uma regravação ao vivo e acústica do disco, em duas apresentações realizadas em Tulsa somente para os membros do fã-clube oficial. Também gravou, em estúdio fechado, versões acústicas para algumas canções de The Walk. Os registros dessas apresentações estão à venda no site oficial da banda. O primeiro, Middle of Nowhere Acoustic (contendo a música "Yearbook", nunca tocada ao vivo antes), foi lançado em forma de CD/DVD e o segundo, The Walk Acoustic, em CD e CD/DVD, sendo estes últimos obtidos através da compra do CD The Walk.
Também participou, junto com a fabricante de calçados Tom's Shoes, de uma campanha beneficente, a qual foi chamada de "A Caminhada", pois a banda caminhou descalça pelas ruas, acompanhada de adeptos ao movimento, em que, a partir da compra de uma par de sapatos da Tom's Shoes, a instituição doava mais outro a uma criança africana. Cerca de 50 mil pares foram entregues pessoalmente pela banda e pela empresa.

### Shout It Out(2010)
Em 2010 Hanson lança seu novo álbum intitulado Shout It Out, com uma vibração diferente do anterior e abusando mais das influências do R&B e do Soul, ritmos que os inspiram desde sua formação em 1992. O clipe do primeiro single, "Thinking 'Bout Somethin'", repercutiu bem na internet, tomando a liderança de sites como Myspace, como sendo o vídeo mais visto.
Em 2011 a banda faz turnê pela América do Sul e Europa do álbum "Shout It Out", iniciando pelo Brasil, onde se apresentou em 2 shows. Começando sua visita ao país por Porto Alegre, onde se apresentou na Casa do Gaúcho, e em São Paulo, apresentando-se no Citibank Hall.

### Anthem(2013)
Em 2013, a banda encontra-se na turnê mundial do álbum Anthem. A turnê foi iniciada pelo Brasil e passou pelos EUA e Europa. A turnê também marca 21 anos da banda.
A banda também lançou sua própria cerveja no ano de 2013, mesmo ano em que a banda fez 21 anos - idade mínima para o consumo de bebida alcoólica nos Estados Unidos. Chamada de MMMHops, a cerveja é uma Pale Ale e foi lançada juntamente com o filme The Hangover Part III no qual "MMMBop" faz parte da trilha sonora.
Em 2015, a banda saiu em uma turnê americana intitulada de Roots & Rock 'n' Roll, com canções de várias de suas influências musicais, como The Darkness, Michael Jackson e Ed Sheeran. Em abril de 2016, eles lançaram o EP digital Load, exclusivamente pelo seu site oficial, e em outubro, lançaram o EP Play, a segunda parte.
Em 2017 a banda fez 4 shows no Brasil durante a turnê mundial em comemoração aos 25 anos da banda . A turnê foi intitulada " Middle of Everywhere ". A turnê passou pelas cidades de Rio de Janeiro, Belo Horizonte, São Paulo e Salvador.
Em 2018, a banda saiu em turnê com seu novo projeto, intitulado String Theory.  Uma parceria com o maestro David Campbell onde suas músicas tem versões orquestradas.O álbum desta turnê, lançado em 9 de novembro de 2018, chegou a figurar em 4° lugar na Billboard Classic Albuns.

### Novo álbum em 2020
A banda está trabalhando em novas músicas e anunciou, em sua página oficial, a intenção de lançamento de um novo álbum e uma turnê para 2020.[carece de fontes?]

## Membros
Clarke Isaac Hanson nasceu no dia 17 de novembro de 1980, na cidade de Tulsa, Oklahoma. Na banda, toca guitarra e faz voz. Hoje é casado com Nicole Summer Dufresne, mais conhecida como Nikki, e têm três filhos: Clarke Everett Hanson (3 de abril de 2007) e James Monroe Hanson (1 de julho de 2008) e Nina Odette Hanson (11 de março de 2014)
Jordan Taylor Hanson nasceu no dia 14 de março de 1983, na cidade de Jenks, Oklahoma. Na banda, toca piano e teclado. É a voz principal na maioria das músicas. É casado com Natalie Anne Bryant. Juntos, eles têm sete filhos: Jordan Ezra Hanson (31 de outubro de 2002), Penelope Anne Hanson (19 de abril de 2005), River Samuel Hanson (4 de setembro de 2006), Viggo Moriah Hanson (9 de dezembro de 2008), Wilhelmina Jane Hanson (2 de outubro de 2012), Claude Indiana Emmanuel (26 de dezembro de 2018) e Maybellene Alma Joy (7 de dezembro de 2020).
Zachary Walker Hanson nasceu no dia 22 de outubro de 1985, na cidade de Arlington, Virgínia. Na banda, toca bateria e vários outros instrumentos. Atualmente é casado com Kathryn Rebecca Tucker, mais conhecida como Kate, eles têm cinco filhos: John Ira Shepherd Hanson (27 de maio de 2008), Junia Rosa Ruth Hanson (15 de dezembro de 2010), George Abraham Walker Hanson (17 de outubro de 2013), Mary Lucille Diana (6 de agosto de 2016) e Quincy Joseph Thoreau Hanson (7 de março de 2021).
Isaac, Taylor e Zac são os 3 primeiros dos sete filhos de Clarke Walker Hanson (1 de junho de 1954) e Diana Frances Hanson (30 de abril de 1954), cujo nome de solteira é Lawyer. Os outros irmãos da família Hanson são Jessica Grace (Wright) (31 de julho de 1988) - que é casada com Joseph Ariel Wright, Avery Laurel (4 de novembro de 1990), Joshua Mackenzie (7 de janeiro de 1994) e Zoë Genevieve (14 de janeiro de 1998). Seus pais Diana e Walker se casaram em 1973.
Os meninos Hanson passaram boa parte da infância fora dos EUA, seu país de origem, por conta do trabalho do pai Walker. Eles já moraram na América do Sul, mais precisamente no Equador. Foi nesse período que segundo a mãe Diana os meninos descobriram seu talento musical, pois como não falavam a língua local ficaram muito unidos e então compunham músicas como forma de entretenimento. Quando voltaram para os EUA em 1992 decidiram investir no sonho de serem músicos e começaram a ensaiar exaustivamente suas músicas e no verão do mesmo ano fizeram sua primeira apresentação o festival May Fest da cidade natal dos meninos (Tulsa) no estado de Oklahoma.

## Discografia
Álbuns demo
- Boomerang (1995)
- MMMBop (1996)

Álbuns de estúdio
- Middle of Nowhere (1997)
- Snowed In (1997)
- This Time Around (2000)
- Underneath (2004)
- The Walk (2007)
- Shout It Out (2010)
- Anthem (2013)
- Middle of Everywhere (2017)
- String Theory (2018)
- Against the World (2021)
- Red Green Blue (2022)

## Turnês
- Albertane Tour (1998)
- This Time Around World Tour (2000)
- Underneath Acoustic Tour (2003)
- Underneath Tour (2004)
- Live and Electric Tour (2005)
- The Walk Tour (2007)
- The Walk Around The World Tour (2008)
- Use Your Sole Tour (2009)
- Shout It Out Tour (2010)
- The Musical Ride Tour (2011)
- Shout It Out World Tour (2011-2012)
- Anthem World Tour (2013)
- Roots & Rock 'N' Roll Tour - USA (2015)
- 5of5
- Middle of Everywhere (2017)
- String Theory (2018)
- RGB (2022)

5of5 foi o nome dado às cinco apresentações feitas pela banda em abril de 2010. Divididas as apresentações em cinco dias, cada dia era um show do respectivo álbum de estúdio em ordem de lançamento:
- 1º dia Middle of Nowhere
- 2º dia This Time Around
- 3º dia Underneath
- 4º dia The Walk
- 5º dia Shout It Out

As apresentações contaram com a presença de muitos fãs e foram transmitidas ao vivo pela internet no site oficial da banda.
Os cinco shows estão sendo vendidos em DVD (o box com os cinco, ou separadamente).